# هنري بوريل
هنري بوريل (بالإنجليزية: Henry Burrell)‏ هو عسكري أسترالي، ولد في 13 أغسطس 1904 في Wentworth Falls, New South Wales ‏ في أستراليا، وتوفي في 9 فبراير 1988 في كانبرا في أستراليا.